# Пітер Ластман
Пітер Ластман (нід. Pieter Lastman, бл. 1583, Амстердам, Нідерланди — 4 квітня 1633, там же) — нідерландський живописець.

## Біографія
Як зазначено в книжці Карела ван Мандера, Пітер Ластман навчався у художника Герріта Пітерса. Після закінчення навчання він вирушив до Італії і деякий час жив у Римі та Венеції. Там він познайомився з творчістю Караваджо. У Римі він входив до кола художників, що об'єдналися навколо Адама Ельсгаймера.
У 1607 році Пітер Ластман повернувся до Амстердама. Його перші роботи датовані 1606 роком. Ластман писав картини на біблійні й міфологічні сюжети на тлі красивих краєвидів («Втеча в Єгипет», «Одіссей і Навсікая», «Мідас і воскресіння Лазаря»).
Ластман швидко завоював славу художника, що пише на історичні теми, у нього була розкішна майстерня, картини продавалися за гарними цінами. У 1618 році Ластман був визнаний найвидатнішим художником свого рідного міста Амстердама.
У 1619 році він прийняв на навчання Яна Лівенса. А 1625 року протягом півроку в Ластмана навчався композиції та живописній історичній оповіді Рембрандт.

## Вибрані твори
- «Покладання в труну». 1612. Музей витончених мистецтв. Лілль;
- «Авраам на шляху до Ханаанської землі». 1614. Олія, полотно. 72 х 122 см. Ермітаж, Санкт-Петербург;
- «Юнона, що заскочила Юпітера з Іо». 1618. Олія, дерево 54 х 78 см. Національна галерея, Лондон;
- «Одіссей і Навсікая». 1619. Дерево, олія, 91,5 x 117,2 см. Стара пінакотека, Мюнхен
- «Ослиця Валаама». 1622;
- «Тріумф Мордехая». 1624. Дерево, олія. Музей Рембрандта, Амстердам;
- «Янгол і Товія з рибою». Бл. 1625. Музей образотворчих мистецтв. Будапешт;
- «Вигнання Агарі». 1612. Кунстгалле. Гамбург;
- «Сара, яка чекає на нареченого».

Одна картина Пітера Ластмана була в збірці українця Щавинського В. А., зараз в Ермітажі (Санкт-Петербург, Росія).

## Галерея

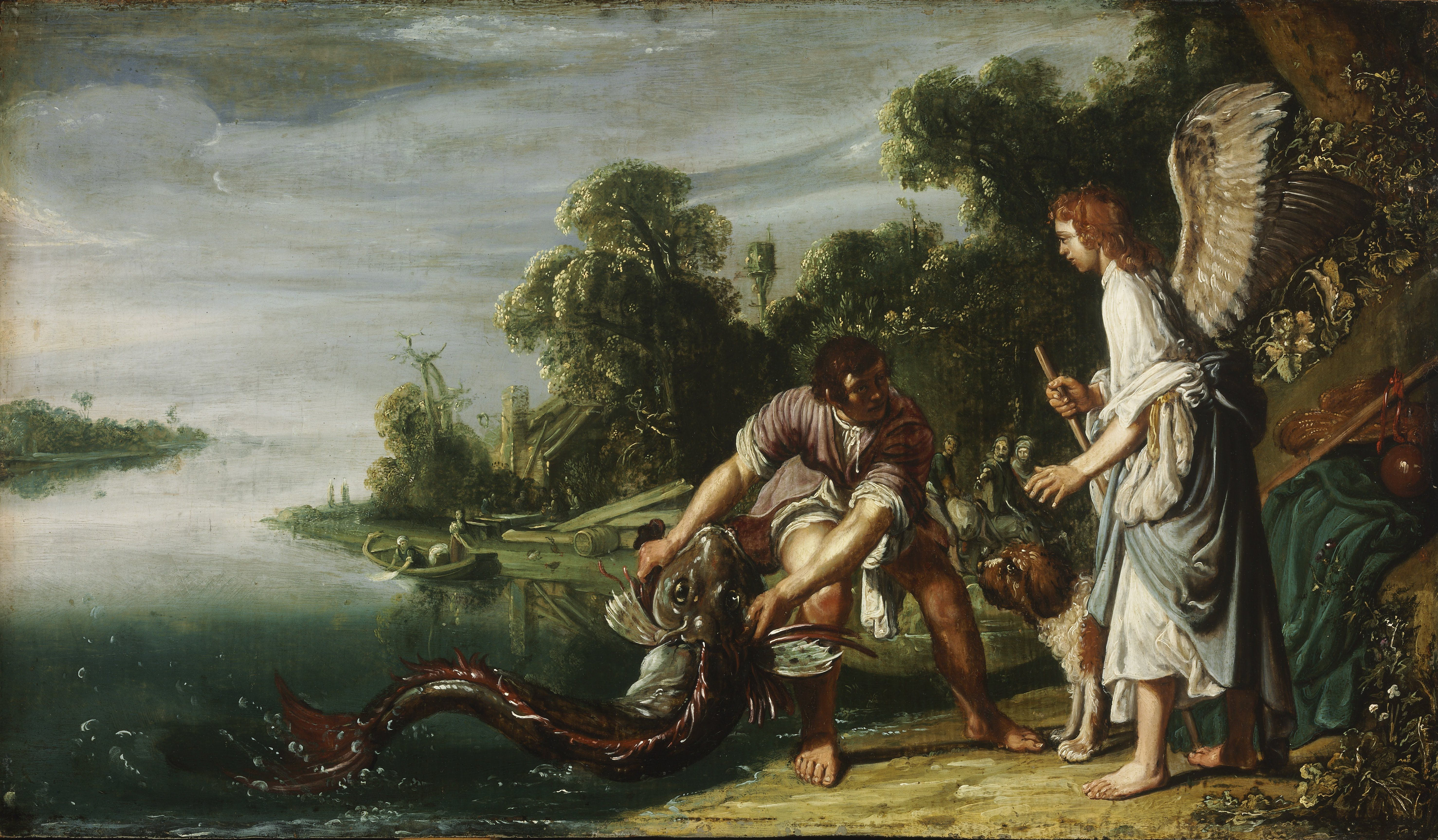
Янгол і Товія з рибою
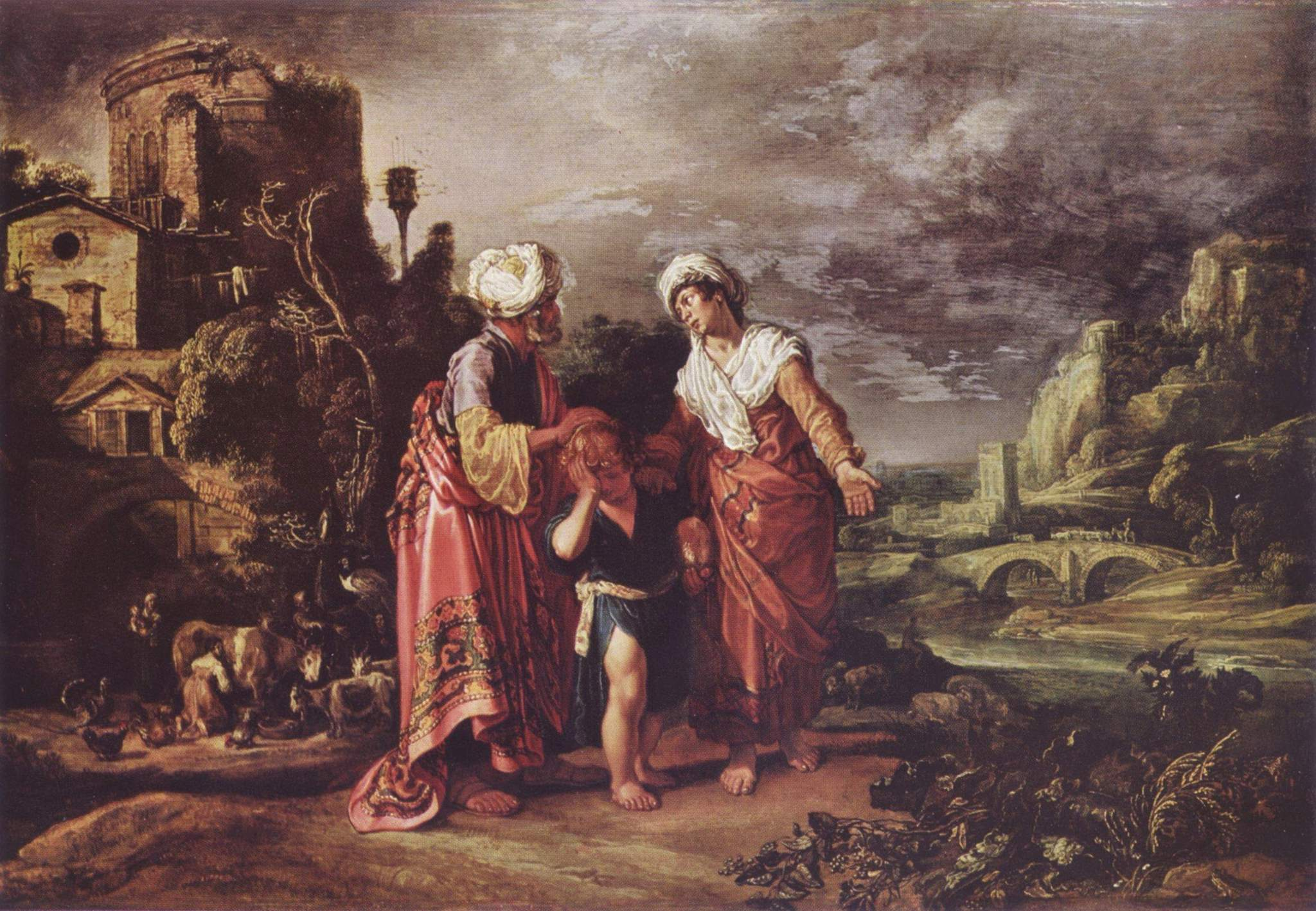
Вигнання Агарі
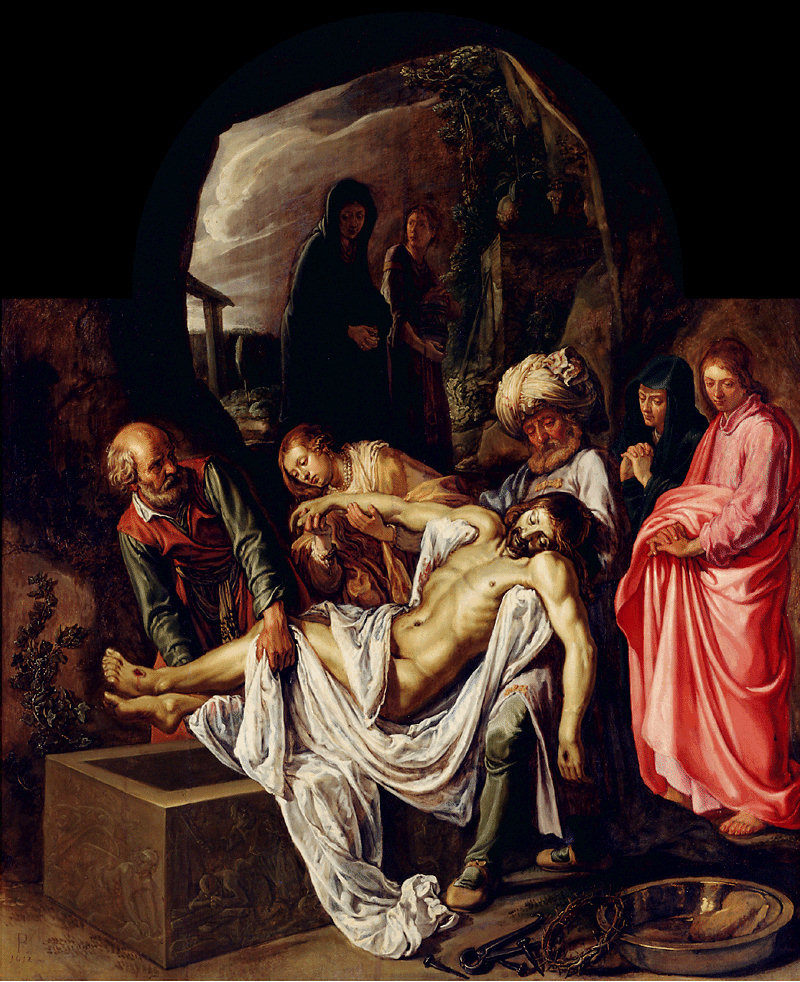
Покладання в труну
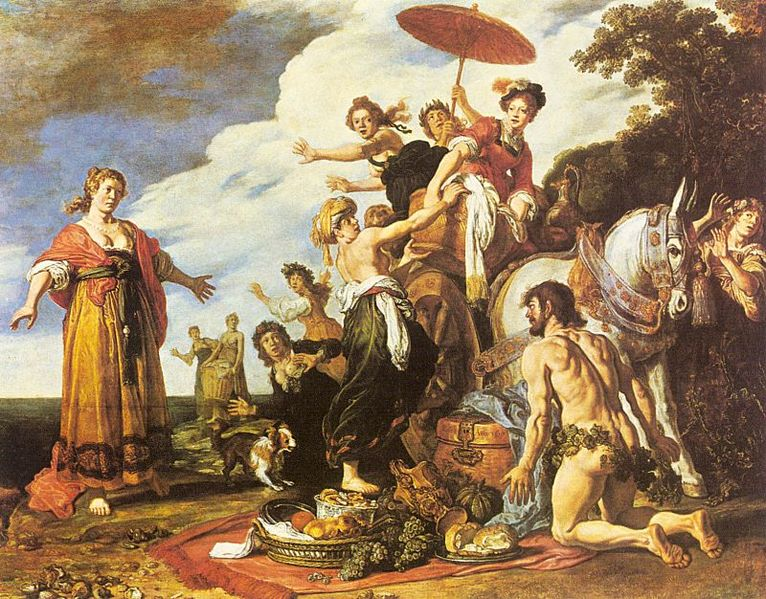
Одіссей і Навсікая